# Törnastrild
För Neochmia temporalis, se rödbrynad astrild
Törnastrild (Brunhilda charmosyna) är en fågel i familjen astrilder inom ordningen tättingar.

## Utseende och läte
Törnastrilden är en slank och vacker astrild med tydlig svart ansiktsmask och röd övergump. Den är mycket lik snårastrilden, men skiljs från denna genom mindre svart på buken, helljus haka och generellt ljusare fjäderdräkt. Bland lätena hörs torra "tsip" och "see", ofta dubblerade, samt ett stigande "tew-tweee".

## Utbredning och systematik
Törnastrild delas in i två underarter med följande utbredning:
- charmosyna – förekommer i södra Sydsudan, Etiopien, Somalia, nordöstra Uganda samt norra och östra  Kenya
- kiwanukae – förekommer i södra Kenya

Fågeln behandlas ibland som underart till snårastrild (B. erythronotos).

### Släktestillhörighet
Törnastrilden placeras traditionellt i släktet Estrilda. Genetiska studier visar dock att den står närmare vitkindad astrild (Delacourella capistrata, tidigare i Nesocharis). Författarna till studien rekommenderar att den, liksom den nära släktingen snårastrilden, flyttas till ett eget släkte, där Brunhilda har prioritet. De tongivande taxonomiska auktoriteterna International Ornithological Congress (IOC) och eBird/Clements har följt rekommendationerna.

## Levnadssätt
Törnastrilden hittas huvudsakligen som namnet avslöjar i torr törnbuskmark och öppet skogslandskap, framför allt i gräsrika områden. Den påträffas vanligen i par och småflockar.

## Status
Arten har ett stort utbredningsområde och beståndet anses vara stabilt. Internationella naturvårdsunionen IUCN listar den därför som livskraftig (LC).